# دينيس مينا
دينيس مينا (بالإنجليزية: Denise Mina)‏‏ (21 أغسطس 1966 في غلاسكو - ) روائية، وكاتبة مسرحية، وشاعرة قانونية، وكاتبة قصص مصورة، وكاتِبة من المملكة المتحدة.

## روابط خارجية
- دينيس مينا على موقع IMDb (الإنجليزية)